# تيم كركوف
تيم كركوف (بالهولندية: Tim Kerkhof)‏ هو دراج هولندي، ولد في 13 نوفمبر 1993 في أوس في هولندا.

## وصلات خارجية
- تيم كركوف على موقع الاتحاد الدولي للدراجات (الإنجليزية)
- تيم كركوف على موقع أرشيف الدراجات (الإنجليزية)
- تيم كركوف على موقع إحصائيات الدراجات الإحترافية (الإنجليزية)
- تيم كركوف على موقع نسبة الدراجات (الإنجليزية)